# Сергий (Соколов, Серафим Владимирович)
Епи́скоп Се́ргий (в миру Серафи́м Влади́мирович Соколо́в; 14 июля 1951, Москва — 20 октября 2000, Новосибирск) — епископ Русской православной церкви, с 10 декабря 1995 года по 20 октября 2000 года — епископ Новосибирский и Бердский.

## Биография
Родился в семье священника, а его дедушкой со стороны матери, был богослов Николай Пестов. Он окончил среднюю общеобразовательную и музыкальную школы. В 1970 году окончил струнное отделение музыкального училища имени Ипполитова-Иванова (по классу контрабаса). В 1970—1972 годах проходил службу в Советской Армии.
С января 1973 года стал иподиаконом в Богоявленском Елоховском соборе (по апрель 1989 года). В 1973—1976 годах обучался в Московской духовной семинарии, в 1976—1980 годах в Московской духовной академии. По окончании защитил диссертацию со званием кандидата богословия на тему «Евангельское учение о Царстве Божием. Его значение для нравственной жизни христианина», был оставлен профессорским стипендиатом на кафедре византологии.
В 1976 году стал послушником в Троице-Сергиевой лавры. 10 мая 1977 года наместник лавры архимандрит Иероним (Зиновьев) постриг его в монашество с именем Сергий (в честь преподобного Сергия Радонежского).
14 мая 1977 года рукоположён патриархом Пименом во иеродиакона. С 1977 года и до смерти Пимена был его старшим иподиаконом и келейником (патриарх умер на его руках).
9 апреля 1989 года рукоположён во иеромонаха и возведён в сан игумена, на Пасху в 1990 году — в сан архимандрита.
В мае 1990 года назначен инспектором Московской духовной академии, был преподавателем гомилетики. В 1991 году участвовал в перенесении мощей Серафима Саровского, а в 1994 году — в обретении мощей святителя Филарета (Дроздова).

### Архиерейство
6 октября 1995 года постановлением Патриарха и Священного синода архимандриту Сергию было определено быть епископом Новосибирским и Бердским. 9 декабря совершено его наречение во епископа, 10 декабря в день празднования в честь иконы Божией Матери Знамение в Богоявленском кафедральном соборе в Москве Сергий был хиротонисан патриархом Алексием II во епископа Новосибирского и Бердского.
За период пребывания на Новосибирской кафедре уделял много внимания миссионерской работе (в том числе совершались миссионерские поездки на корабле по Оби), строительству храмов и открытию монастырей. Было начало издание епархиальной газеты — «Новосибирский Епархиальный вестник». Епископ Сергий регулярно читал лекции по Священному Писанию Ветхого Завета в Новосибирском Свято-Макарьевском православном богословском институте. По решению Синода параллельно с Новосибирской епархией с 10 декабря 1995 года до 2 октября 1997 года и вторично с 6 октября 1998 года по 28 декабря 1998 года епископ Сергий временно управлял восстановленной Томской епархией. В 1998 году под редакцией епископа Сергия был подготовлен «Сибирский патерик» с жизнеописаниями подвижников, включённых в Собор Сибирских святых. С 1999 года в епархии по благословению епископа Сергия стали проводиться Рождественские образовательные чтения.
4 мая 2000 года составил своё завещание, а 20 октября того же года скончался. По его последней воле был похоронен в ограде кафедрального Преображенского собора в Бердске, второго кафедрального собора Новосибирской епархии.

## Публикации
- Перенесение Благодатного Огня от Гроба Господня в Москву // Журнал Московской Патриархии. 1992. — № 11/12. — С. 3-10.
- «Правдой будет сказать…». 1999. — 199 с. — ISBN 978-5-93876-037-0.
- Духовный кризис современного общества. О трудностях в восстановлении православных традиций // Рождественские чтения, 8-е. — М., 2000. — С. 130—135.

## Награды
- Орден святого равноапостольного князя Владимира II степени
- Орден святого равноапостольного князя Владимира III степени
- Орден преподобного Сергия Радонежского II степени
- Орден преподобного Сергия Радонежского III степени